# Rubén de la Red Gutiérrez
Rubén de la Red Gutiérrez és un exfutbolista madrileny format a les categories inferiors del Reial Madrid CF que va desenvolupar la seva trajectòria esportiva al Getafe CF i el Reial Madrid. Es va retirar al novembre de 2010, després d'estar dos anys de baixa per una malaltia cardíaca.

## Biografia
La seva carrera sempre ha estat lligada a l'entitat madridista. Va entrar al club quan era benjamí, tot i que va haver de marxar al Club Deportivo Móstoles per no haver complert amb les expectatives al Reial Madrid. Després d'una gran temporada al CD Móstoles, el Reial Madrid es tornà a interessar pel jugador madrileny, i el va recuperar. Com a juvenil va meravellar al llavors entrenador del Reial Madrid juvenil Quique Sánchez Flores, que anys després intentaria emportar-se'l al Getafe CF. De la Red va anar pujant de categories dins el club, fins a la temporada 2005-2006, en la qual començà a alternar el primer equip i el filial, el Reial Madrid Castella.
Va debutar a la Primera Divisió, el 22 de setembre del 2005, al Bernabéu davant l'Athletic Club de Bilbao, guanyant per 3 a 1.
En el mercat d'hivern de la temporada 2006-2007, va estar a punt d'abandonar el club blanc, ja que el Reial Saragossa va estar a punt de fitxar-lo. Sovint és convocat amb el primer equip, encara que gaudeix de molt poques oportunitats, amb la presència a l'equip de jugadors com Guti, Emerson, Diarra o Fernando Gago.
En Rubén només va arribar a marcar un gol amb el primer equip. El marcà contra l'Écija Balompié a la Copa del Rei 2006-2007, a un partit que acabà amb el resultat de 5-1, i al qual el jove jugador va marcar l'últim gol, des de fora de l'àrea gran.
El 31 d'agost del 2007, l'últim dia del mercat d'estiu, va ser traspassat al Getafe CF, amb una opció de recompra pel club blanc, que va fer efectiva en finalitzar la temporada.
El 30 d'octubre de 2008, mentre jugava un partit de la Copa del Rei al camp del Real Unión de Irún, va caure desplomat a terra a causa d'una síncope, sent traslladat a l'Hospital General de Bidasoa, on va passar la nit en observació. L'endemà, després de rebre l'alta mèdica, va tornar a Madrid, on li van fer noves proves mèdiques.
El 12 de desembre el club va anunciar que li donaria la baixa definitiva per a tota la temporada, ja que els serveis mèdics no garantien que pogués jugar sense patir cap problema. A l'hivern el club va decidir recuperar a Dani Parejo del Queens Park Rangers per a substituir-lo durant la resta de la temporada.
El 30 de juny de 2009, després de noves proves i sense obtenir resultats del tot satisfactoris, el Real Madrid li va comunicar que no l'inscriuria per a la temporada 2009-10. Així, també li comunicà que hauria de continuar realitzant proves mèdiques, i que es trobaria alguna forma que el jugador pugui continuar col·laborant amb el club madrileny.
Al novembre de 2010, dos anys després del síncope patit a Irun, va anunciar la seva retirada del futbol professional, passant a formar part de l'equip tècnic del Reial Madrid.

## Estadístiques
A 18 de juny de 2009.
| Club                    | Temporada               | Lliga   | Lliga | Copa    | Copa | Europa  | Europa | Total   | Total |
| Club                    | Temporada               | Partits | Gols  | Partits | Gols | Partits | Gols   | Partits | Gols  |
| ----------------------- | ----------------------- | ------- | ----- | ------- | ---- | ------- | ------ | ------- | ----- |
| Reial Madrid            | 2004–05                 | 0       | 0     | 1       | 0    | 0       | 0      | 1       | 0     |
| Reial Madrid            | 2005–06                 | 3       | 0     | 0       | 0    | 2       | 0      | 5       | 0     |
| Reial Madrid            | 2006–07                 | 7       | 0     | 2       | 1    | 1       | 0      | 10      | 1     |
| Reial Madrid            | total                   | 10      | 0     | 3       | 1    | 3       | 0      | 16      | 1     |
| Getafe CF               | 2007–08                 | 31      | 2     | 7       | 3    | 11      | 1      | 49      | 6     |
| Getafe CF               | total                   | 31      | 2     | 7       | 3    | 11      | 1      | 49      | 6     |
| Reial Madrid            | 2008–09                 | 7       | 1     | 1       | 0    | 1       | 0      | 9       | 1     |
| Reial Madrid            | total                   | 7       | 1     | 1       | 0    | 1       | 0      | 9       | 1     |
| Total a la seva carrera | Total a la seva carrera | 48      | 3     | 11      | 4    | 15      | 1      | 74      | 8     |

## Palmarès
| Títol                        | Equip        | País    | Any  |
| ---------------------------- | ------------ | ------- | ---- |
| Campionat d'Europa de futbol | Espanya      | Espanya | 2008 |
| Supercopa d'Espanya          | Reial Madrid | Espanya | 2008 |